# John Mellberg
Pour les articles homonymes, voir Mellberg.
John Mellberg, né le 30 juillet 2006 à Birmingham, est un footballeur suédois qui joue au poste de défenseur central ou arrière gauche au RB Salzbourg.

## Biographie

### Carrière en club
Né à Birmingham en Angleterre, alors que son père l'international suédois Olof Mellberg joue à Aston Villa, John Mellberg est formé par l'IF Brommapojkarna. Figurant sur la feuille de match avec l'équipe une du club de Stockholm, il ne commence toutefois pas sa carrière professionnelle en championnat de Suède.
Alors qu'il était suivi par des clubs comme Aston Villa, il est transféré en juin 2023 au RB Salzbourg en championnat d'Autriche, rejoignant initialement l'équipe satellite du FC Liefering en deuxième division.
À l'été 2024, après s'être illustré avec le FC Liefering, il prolonge son contrat avec Salzbourg jusqu'en 2028, faisant ensuite ses débuts avec l'équipe première le 10 août en championnat,.
Le 18 septembre 2024, il joue son premier match de Ligue des champions avec les Salzbourgeois, titularisé au poste d'arrière gauche pour leur match d'ouverture chez le Sparta Prague,,.

### Carrière en sélection
John Mellberg est international junior avec l'équipe de Suède des moins de 17 ans puis avec les moins de 18 ans.